# Björn Zickerman
Björn Henrik Zickerman, född 10 juli 1923 i Helsingborgs Maria församling i Malmöhus län, död 4 februari 2014 i Lidingö församling i Stockholms län, var en svensk militär.

## Biografi
Zickerman avlade studentexamen i Lund 1942. Han avlade officersexamen vid Krigsskolan 1945 och utnämndes samma år till fänrik vid Svea livgarde, där han befordrades till löjtnant 1948. Han studerade vid Infanteriofficersskolan 1949–1950 och vid Krigshögskolan 1954–1956, varefter han befordrades till kapten vid Svea livgarde 1957, inträdde i Generalstabskåren 1959, var detaljchef i Organisationsavdelningen i Arméstaben 1959–1962, inträdde i pansartrupperna 1962 och var kompanichef vid Göta livgarde 1962–1963. Han befordrades till major 1963, övergick samma år till Generalstabskåren och tjänstgjorde 1963–1964 i Arméstaben, varvid han handlade ärenden rörande arméns fredsorganisation. Han var souschef i Arméns personaldelegation i Arméstaben 1964–1966. År 1966 befordrades han till överstelöjtnant i Generalstabskåren, varpå han var chef för Markoperativa avdelningen vid staben i Södra militärområdet 1966–1967 och chef för Sektion 2 där 1967–1969.
År 1969 återvände Zickerman till pansartrupperna och var bataljonschef tillika ställföreträdande regementschef vid Skaraborgs regemente 1969–1970 samt chef för Utbildningsavdelningen där under 1970. Han var övertygad om att pansartrupperna hade framtiden för sig och han skulle komma att sätta sin prägel på detta truppslag under resten av sin karriär. Åren 1970–1972 stod han till överbefälhavarens förfogande för utredning av ledningsorganisation på lägre regional och lokal nivå. År 1972 befordrades han till överste, varpå han var chef för Skånska dragonregementet 1972–1980. Under denna tid föreslogs att regementet skulle läggas ned och Zickerman förde en lång kamp för regementets överlevnad genom att visa att regementet utbildade mycket bra krigsförband. Detta ledde till framgång genom försvarsbeslutet 1977 då regementet behölls. Han befordrades till överste av första graden 1980 och var pansarinspektör tillika chef för Arméns pansarcentrum i Arméstaben 1980–1983. År 1983 inträdde Zickerman i reserven, varpå han 1984–1999 var verksam som konsult inom militärutbildningshjälpmedel och stridsfordon i försvarsindustrin.
Björn Zickerman invaldes 1982 som ledamot av Kungliga Krigsvetenskapsakademien. Han är begravd på Lidingö kyrkogård.

## Utmärkelser
- Riddare av första klass av Svärdsorden, 1964.[9]